# لکهمپستد، بارکشر
لکهمپستد (به انگلیسی: Leckhampstead) یک روستا و محله مدنی در بریتانیا است که در West Berkshire واقع شده‌است. لکهمپستد ۷٫۱۳ کیلومتر مربع مساحت و ۳۴۳ نفر جمعیت دارد.